# Wiaczesław Fedorońko

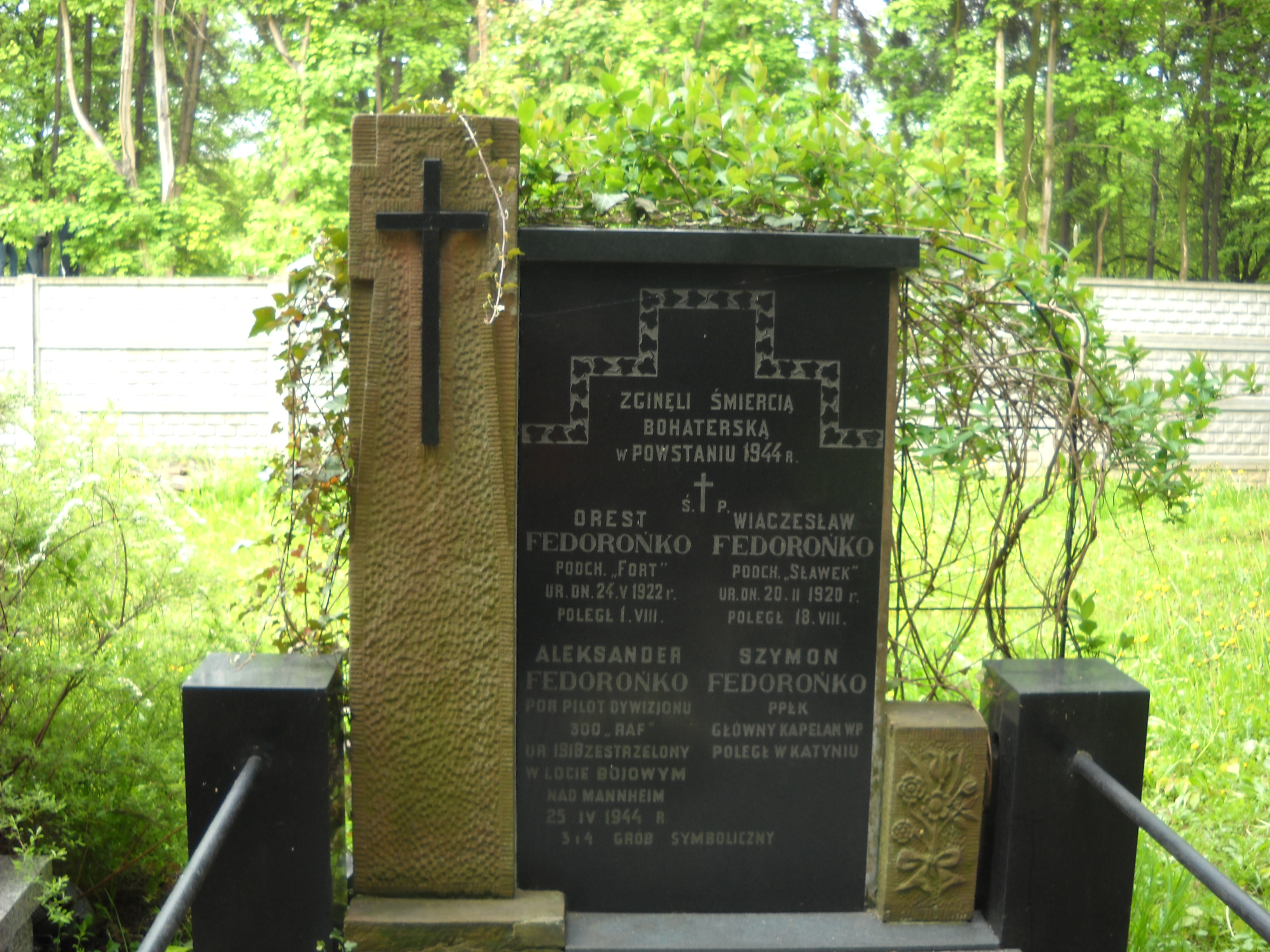
Symboliczny grób rodziny Fedorońko na cmentarzu prawosławnym na Woli w Warszawie

Wiaczesław Fedorońko, ukr. Вячеслав Федоронько, ps. Sławek (ur. 20 lutego 1920 w Warszawie, zm. 18 sierpnia 1944 tamże) – żołnierz Związku Walki Zbrojnej – Armii Krajowej, powstaniec warszawski. 
Był synem księdza ppłk. Szymona (Semena) Fedorońko, naczelnego kapelana wyznania prawosławnego Wojska Polskiego, który zginął wiosną 1940 r. w Katyniu. Ukończył gimnazjum im. Władysława IV w Warszawie. Podczas okupacji niemieckiej należał do Związku Walki Zbrojnej (ZWZ), a następnie Armii Krajowej (AK). Przyjął pseudonim "Sławek". Miał stopień kaprala podchorążego. Po wybuchu powstania warszawskiego 1 sierpnia 1944 r., został przydzielony do 153 plutonu 1 kompanii IV Zgrupowania "Gurt" AK. Pełnił funkcję zastępcy dowódcy plutonu. Zginął 18 sierpnia podczas ataku na restaurację "Żywiec" przy zbiegu Alei Jerozolimskich i ulicy Marszałkowskiej. Symboliczny grób rodziny Fedorońko znajduje się na cmentarzu prawosławnym na Woli w Warszawie. Na pocz. listopada 2008 r. przy Soborze Metropolitarnym Marii Magdaleny na warszawskiej Pradze został przez prezydenta Lecha Kaczyńskiego odsłonięty obelisk poświęcony rodzinie Fedorońko.